# Boswellia nana
Boswellia nana es una especie de planta fanerógama perteneciente a la familia Burseraceae.

## Distribución
Es un endemismo de Yemen donde se encuentra en la isla de Socotra.

## Descripción
Son pequeños árboles o arbustos, a veces tan doblados que están yaciendo casi horizontal al suelo.

## Hábitat
El hábitat de Boswellia nana es árido, en parte en el bosque caducifolio en piedra caliza escarpadas, en altitudes de 300 a 550 metros. Las plantas también se conocen que crecen en suelos planos de piedra caliza; de B. nana se conocen sólo en dos poblaciones, confinadas a un área de menos de 20 km² en la parte noreste de la isla. 
Es posible que Boswellia nana sea un producto natural híbrido entre B. socotrana y otra especie de Boswellia (aunque, hasta el momento, desconocidas). Algunas pruebas de esto se encuentra en un solitario árbol de Boswellia descubierto creciendo en la parte inferior de los acantilados de piedra caliza en Hamadero; muestra algunas características de ambos B. nana y B. socotrana. Además, este árbol está creciendo en un área que se encuentra entre el punto de vista ecológico en los hábitats de ambas especies, compartiendo ciertas cualidades. Sin embargo, B. nana se pensaba (por los botánicos Mats Thulin y Abdul Nasser Al-Gifri, en 1998) que podría ser una pequeña forma de Boswellia popoviana.

## Taxonomía
Boswellia nana fue descrita por Frank Nigel Hepper y publicado en Hooker's Icones Plantarum 37: t. 3676. 1971.